# Менингит
Менингит (на латински: Meningitis) се нарича възпаление на мозъчната обвивка на главния и гръбначния мозък. В зависимост от причинителя бива: бактериален, вирусен или асептичен. В зависимост от ексудата бива: гноен, серозен и др., като най-често срещаните са гнойните менингити. Менингитът обикновено възниква в резултат на инфекциозни заболявания и обикновено се проявява като един от клиничните признаци на заболяването. Най-честите симптоми биват: болка в областта на главата, болка и неподвижност на врата, промяна във фоточувствителността и околните звуци. Менингитите нерядко оставят трайни негативни последици върху здравето.

## Специфични и неспецифични менингити
Менингитите биват специфични и неспецифични, според вида и причината на възпалителния процес.

### Специфични менингити
- туберкулозен менингит – проявява се в протичането на белодробна форма на туберкулоза, като в по-голямата си част представлява вторичен лептоменингит.[2] Заболяването възниква с пълзящо протичане в продължение на дни и седмици, като засяга предимно деца и юноши.[2]
- луетичен лептоменингит – проявява се при третичен сифилис, като е познат под името невролуес.[2] Намира локализация предимно в челните дялове.[2]

### Неспецифични менингити
- менингококов менингит – заразява най-често деца и юноши, и по-рядко възрастни.[2] Представлява първичен лептоменингит, като и базата на мозъка може да бъде засегната от него.[2]
- пневмококов менингит – по-често кърмачета, новородени, деца в ранна детска възраст, както и възрастни след 40-годишна възраст биват засегнати от този тип менингит.[2] Той възниква едновременно или в края на пневмония, след отит и синузит.[2]
- серозен менингит – може да се прояви вследствие на вируси, гъби и протозоа – но не може да се причини от неинфекциозни агенти – при отравяне с олово или при мозъчни тумори.[2] Тежка хиперемия протича по повърхността на мозъка, но липсва гнойна колекция.[2]
- махименингит – около 10 – 12% от пациентите с менингит имат възпалителни процеси на твърдата мозъчна обвивка, като по принцип процесите са вторични.[2]
- пахименингитис хеморагика интерна – представлява първичен пахименингит, намиращ се по вътрешната повърхност на дура матер.[2]